# Nepal nos Jogos Olímpicos de Verão de 1996
Nepal participou dos Jogos Olímpicos de Verão de 1996 em Atlanta, Estados Unidos.